# Erik Theodor Lässig
Erik Theodor Lässig (* 31. Januar 1928 in München; † 1. September 2015 ebenda) war ein deutscher Illustrator. Er gilt als einer der wichtigsten Protagonisten der grafischen Gestaltung von Naturwissenschaft und Technik.
Nach dem Abitur 1948 machte er eine Ausbildung zum Fachillustrator für Naturwissenschaft und Technik. Thematischer Schwerpunkt in seinen Arbeiten bildete von Anfang an die Luft- und Raumfahrt. Die erste berufliche Station von Erik Theodor Lässig war die eines freien Illustrators und später die des grafischen Leiters des Deutschen Raketen- und Raumfahrtmuseums Stuttgart. Von 1955 bis 1958 folgte die Tätigkeit als Grafiker im Kamerawerk Linhof. Danach ging er zur Bölkow Entwicklungen KG und war dort bzw. in den Nachfolgeunternehmen MBB und DASA bis 1991 beschäftigt.
Weitere künstlerische Tätigkeiten waren 1965 die Mitwirkung bei der Gestaltung der Raumfahrthalle der Internationalen Verkehrsausstellung (IVA) in München, 1980 die Professur bei der Sommerakademie für bildende Kunst Salzburg sowie 2000 das Malen des Neptun-Großraketenkonzepts von Heinz Hermann Koelle in der Berliner Jahr-2000-Ausstellung Sieben Hügel. Ein Jahr später beendete ein Herzinfarkt mit Atemstillstand das weitere Arbeiten als Künstler.
Seine Bilder finden sich in vielen Zeitschriften und Büchern von Raumfahrtpionieren wie Wernher von Braun, Hermann Oberth und Eugen Sänger. Einige Motive wurden auch in der Space Night des Bayerischen Fernsehens gezeigt. Der künstlerische Nachlass von Erik Theodor Lässig liegt in den Sammlungen des Deutschen Museums in München.